# Wierzbnica (województwo zachodniopomorskie)
Wierzbnica (niem. Werblitz) – wieś w Polsce położona w województwie zachodniopomorskim, w powiecie myśliborskim, w gminie Myślibórz.
W latach 1975–1998 miejscowość należała administracyjnie do województwa gorzowskiego.

## Nazwa
Codex diplomaticus Brandenburgensis wymienia kilka wariantów nazwy: Werbelyz (1349), Worbelitz (1350), Werbelitz (1471). Toponim ma pochodzenie słowiańskie, patronimiczne; podstawą stanowi nazwa osobowa *Varbľ (por. kasz. warbel, płb. vorble, pol. wróbel), do której dodano przyrostek -ice – Tadeusz Białecki i Andrzej Chludziński proponują rekonstrukcję *Varblice, jednocześnie uznając współczesną formę Wierzbnica za błąd w rekonstrukcji.